# Lijst van lidstaten van de ASEAN

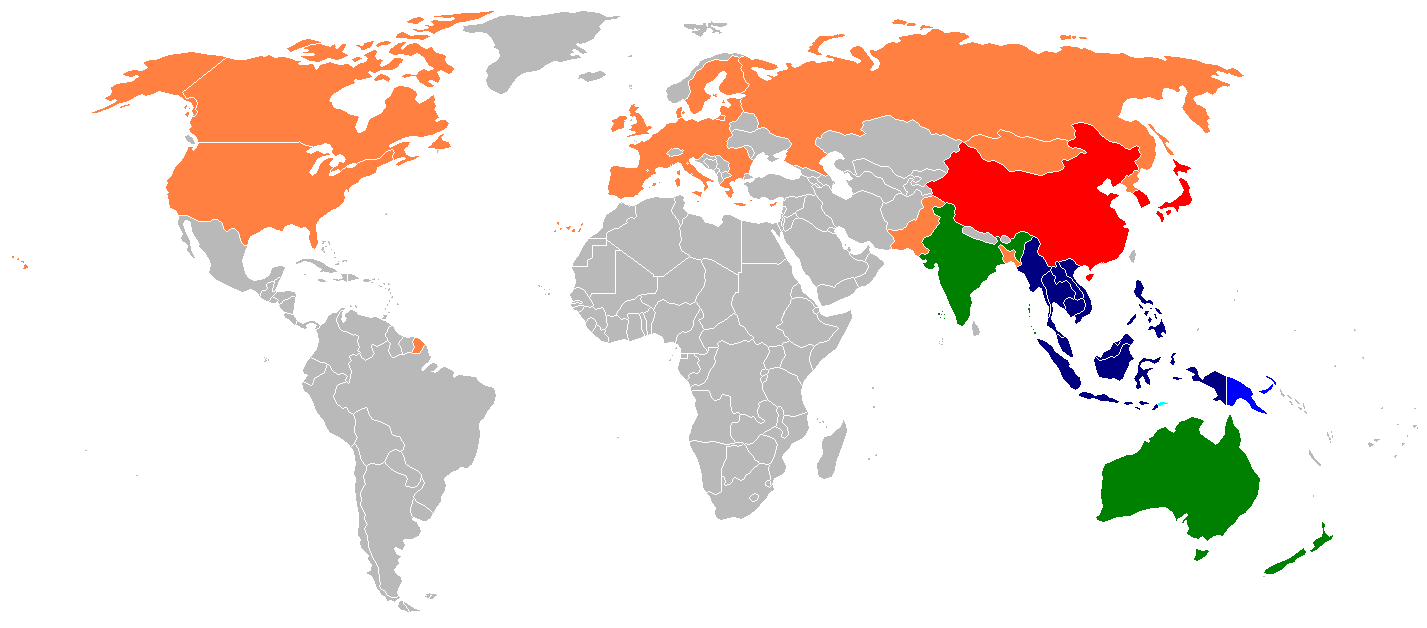
ASEAN-leden
Observerende staten
Kandidaat-leden
ASEAN-Plus-Drie
East Asia Summit
ASEAN Regionaal Forum

De ASEAN, een Zuidoost-Aziatische intergouvernementele organisatie, heeft tien lidstaten. Daarnaast is er nog een aantal staten dat in georganiseerd verband met de ASEAN samenwerkt.

## Lidstaten
| Staat      | Hoofdstad           | Oppervlakte (km²) | Inwoners (2015) | Munteenheid         | Taal        | Lid sinds       |
| ---------- | ------------------- | ----------------- | --------------- | ------------------- | ----------- | --------------- |
| Brunei     | Bandar Seri Begawan | 5.765             | 417.000         | Bruneise dollar     | Maleis      | 7 januari 1984  |
| Cambodja   | Phnom Penh          | 181.035           | 14.976.000      | Cambodjaanse riel   | Khmer       | 30 april 1999   |
| Filipijnen | Manilla             | 300.000           | 101.562.000     | Filipijnse peso     | Filipijns   | 8 augustus 1967 |
| Indonesië  | Jakarta             | 1.890.000         | 255.462.000     | Indonesische roepia | Indonesisch | 8 augustus 1967 |
| Laos       | Vientiane           | 236.800           | 6.492.000       | Laotiaanse kip      | Laotiaans   | 23 juli 1997    |
| Maleisië   | Kuala Lumpur        | 330.257           | 31.186.000      | Maleisische ringgit | Maleis      | 8 augustus 1967 |
| Myanmar    | Naypyidaw           | 676.577           | 52.449.000      | Myanmarese kyat     | Birmaans    | 23 juli 1997    |
| Singapore  | Singapore           | 704               | 5.535.000       | Singaporese dollar  | Maleis      | 8 augustus 1967 |
| Thailand   | Bangkok             | 513.254           | 67.236.000      | Thaise baht         | Thai        | 8 augustus 1967 |
| Vietnam    | Hanoi               | 330.363           | 91.710.000      | Vietnamese dong     | Vietnamees  | 28 juli 1995    |
| Totaal     |                     | 4.464.755         | 627.025.000     |                     |             |                 |

## Met ASEAN samenwerkende niet-lidstaten

### Kandidaat-lidstaten
- Oost-Timor[2]

### Observerende staten
- Papoea-Nieuw-Guinea (sinds 1976)

### Internationale overlegraden
Er zijn drie grote internationale overlegstructuren tussen enerzijds de ASEAN lidstaten en anderzijds partnerlanden. Deze zijn:
- ASEAN+3
  - De ASEAN-leden samen met:
    -  China
    -  Japan
    -  Zuid-Korea
- East Asia Summit:
  - De dertien leden van de ASEAN-Plus-Drie samen met:
    -  Australië
    -  India
    -  Nieuw-Zeeland
- ASEAN Regionaal Forum
  - De zestien leden van de East Asia Summit samen met:
    -  Bangladesh
    -  Canada
    -  Europese Unie
    -  Mongolië
    -  Noord-Korea
    -  Pakistan
    -  Rusland
    -  Verenigde Staten